# Yttre-Långtjärnen
Yttre-Långtjärnen är en sjö i Skellefteå kommun i Västerbotten och ingår i Byskeälvens huvudavrinningsområde.